# Countdown to Extinction
Countdown to Extinction is het vijfde studioalbum van Megadeth. Het album werd geproduceerd onder de vlag van Combat Records en kwam uit op 14 juni 1992. Countdown to Extinction schoot Megadeth naar conmercieel succes met hits zoals Symphony of Destruction en Sweating Bullets. In 1993 kreeg het album een Grammy Award. De titel voor het album is volgens Megadeth bedacht door drummer Nick Menza.

## Voorgeschiedenis
Na het enorme succes van Rust in Peace (1990) besloot bandleider Dave Mustaine de nieuwe formatie van Megadeth met gitarist Marty Friedman en drummer Nick Menza te behouden. In 1992, na een lange wereldtournee, begon de band een nieuw album te schrijven waarbij voor het eerst alle leden samenwerkten (voorgaande albums waren voornamelijk door Dave Mustaine zelf geschreven met hulp van Ellefson). Zo kwam de naam voor het album van Nick Menza. Countdown to Extinction werd een commerciëler album dan haar voorganger en scoorde hoog in de hitlijsten. Megadeth ging op tournee en speelde daarbij in 1993 samen met aartsrivaal Metallica op het Kidney Bowl Festival, waar Mustaine verklaarde dat de vete tussen de twee bands over was.

## Tracks
Alle teksten zijn geschreven door Dave Mustaine behalve daar waar aangegeven.. 
| Nr. | Titel                      | Tekst                          | Muziek                              | Duur |
| --- | -------------------------- | ------------------------------ | ----------------------------------- | ---- |
| 1.  | Skin o' My Teeth           |                                | Mustaine                            | 3:16 |
| 2.  | Symphony of Destruction    |                                | Mustaine                            | 4:07 |
| 3.  | Architecture of Aggression |                                | Mustaine, Dave Ellefson             | 3:40 |
| 4.  | Foreclosure of a Dream     | Mustaine, Ellefson             | Mustaine                            | 4:22 |
| 5.  | Sweating Bullets           |                                | Mustaine                            | 5:27 |
| 6.  | This Was My Life           |                                | Mustaine                            | 3:43 |
| 7.  | Countdown to Extinction    | Mustaine, Ellefson, Nick Menza | Mustaine, Marty Friedman            | 4:19 |
| 8.  | High Speed Dirt            | Mustaine, Ellefson             | Mustaine                            | 4:21 |
| 9.  | Psychotron                 |                                | Mustaine                            | 4:42 |
| 10. | Captive Honour             | Mustaine, Ellefson             | Mustaine, Friedman, Menza           | 4:15 |
| 11. | Ashes in Your Mouth        |                                | Mustaine, Friedman, Ellefson, Menza | 6:06 |

## Live
In 2013 verscheen een dvd met livemateriaal, Countdown to extinction - Live. Later dat jaar verscheen ook een gelijknamige cd, Countdown to Extinction (live).

## Bezetting
- Dave Mustaine - zang en gitaar
- David Ellefson - basgitaar en achtergrondzang
- Nick Menza - drums
- Marty Friedman - gitaar en achtergrondzang

Killing Is My Business... and Business Is Good! ·
Peace Sells... But Who's Buying? ·
So far, so good... so what! ·
Rust in Peace ·
Countdown to Extinction ·
Youthanasia ·
Cryptic Writings ·
Risk ·
The World Needs a Hero ·
The System Has Failed ·
United Abominations ·
Endgame ·
Th1rt3en ·
Super Collider ·
Dystopia ·